# São Francisco da Serra
São Francisco da Serra is een plaats (freguesia) in de Portugese gemeente Santiago do Cacém en telt 890 inwoners (2001).